# Iolanda Zúñiga
Iolanda Zúñiga (Vigo, 1975) es una escritora en lengua gallega.

## Biografía
Iolanda Zúñiga es profesora de educación musical. Ha trabajado como titiritera, asistente en una librería, en una tienda de discos y como camarera. Zúñiga se dio a conocer con el libro de relatos Vidas Post-it, redactado mientras trabajaba en un local de comida rápida. A esta obra siguió el poemario Amor amén, en que cuestionaba el rol femenino tradicional. Ganó el premio Xerais en 2010 con Periferia, una novela sobre la precariedad cotidiana y la falta de oportunidades en los suburbios brasileños.

## Obra
- Vidas Post-it, 2007[1]
- Amor amén, 2008[1]
- Periferia, 2010[1]
- Noites de safari. Manual sobre amantes desorientados (novela, 2018; Ed. Xerais; con el seudónimo de Marleen MaLone)
- Natura (novela, 2018, Galaxia)